# Hypodynerus ruficollis
Hypodynerus ruficollis är en stekelart som först beskrevs av Spinosa 1851.  Hypodynerus ruficollis ingår i släktet Hypodynerus och familjen Eumenidae. Inga underarter finns listade i Catalogue of Life.